# لوسنا لانگر
لوسنا لانگر (انگلیسی: Lucyna Langer؛ زادهٔ ۹ ژانویهٔ ۱۹۵۶) ورزشکار دو و میدانی اهل لهستان است.
وی در مسابقات کشوری و بین‌المللی در مجموع برندهٔ ۲ مدال طلا شده‌است.